# Michiko Nomura
Nomura Michiko (野村 道子?) (31 de marzo de 1938, Kanagawa) es una actriz y actriz de voz (seiyū).
Fue condecorada con el Premio a la Trayectoria en la 10ª Seiyū Awards, premio que compartió con Sachiko Chijimatsu y Tadashi Nakamura. Recibió el premio Seiyū al mértio por su participación en  Speed Racer (Michi Shimura),  Maya the bee (Maaya),  Sazae-San (Wakame Isono) y Doraemon (Shizuka Minamoto). 
Estuvo casada con el también actor de voz Kenji Utsumi hasta su muerte en 2013.

## Roles
- 1967: Mach GoGoGo como Trixie (episodio 5)
- 1969: Sazae-san como Wakame Isono (segunda voz)
- 1971: Andersen Stories como Gerda e Ilze
- 1979-2005: Doraemon como Shizuka Minamoto
- 1974: Calimero como Priscila
- 1975: La abeja Maya como Maya (voz original)
- 2009: Kämpfer como Tora Harakiri

## Premios
| Año  | Premio            | Categoría    | Resultado |
| ---- | ----------------- | ------------ | --------- |
| 2016 | 10th Seiyu Awards | Merit Awards | Ganadora  |